# Kodeks 0246
Kodeks 0246 (Gregory-Aland no. 0246) – grecki kodeks uncjalny Nowego Testamentu na pergaminie, datowany metodą paleograficzną na VI wiek. Przechowywany jest w Cambridge. Tekst rękopisu jest wykorzystywany we współczesnych wydaniach greckiego Nowego Testamentu.

## Opis
Do XX wieku zachował się tylko jeden fragment pergaminowej karty rękopisu, z greckim tekstem Listu Jakuba (1,12-14.19-21). Oryginalna karta kodeksu miała prawdopodobnie rozmiar 29 na 20 cm. Prawdopodobnie tekst pisany jedną kolumną na stronę, 27 linijkami w kolumnie. Jest palimpsestem, górny tekst jest nieczytelny.

## Tekst
Tekst rękopisu reprezentuje bizantyjską tradycję tekstualną. Kurt Aland zaklasyfikował tekst rękopisu do kategorii V.

## Historia
INTF datuje rękopis na VI wiek .
Na listę greckich rękopisów Nowego Testamentu wciągnął go Kurt Aland w 1963 roku, oznaczając go przy pomocy siglum 0246. Rękopis jest wykorzystywany w krytycznych wydaniach greckiego Nowego Testamentu.
Rękopis jest przechowywany w Westminster College (Mingana Georg. 7) w Cambridge .